# Gnällbältet

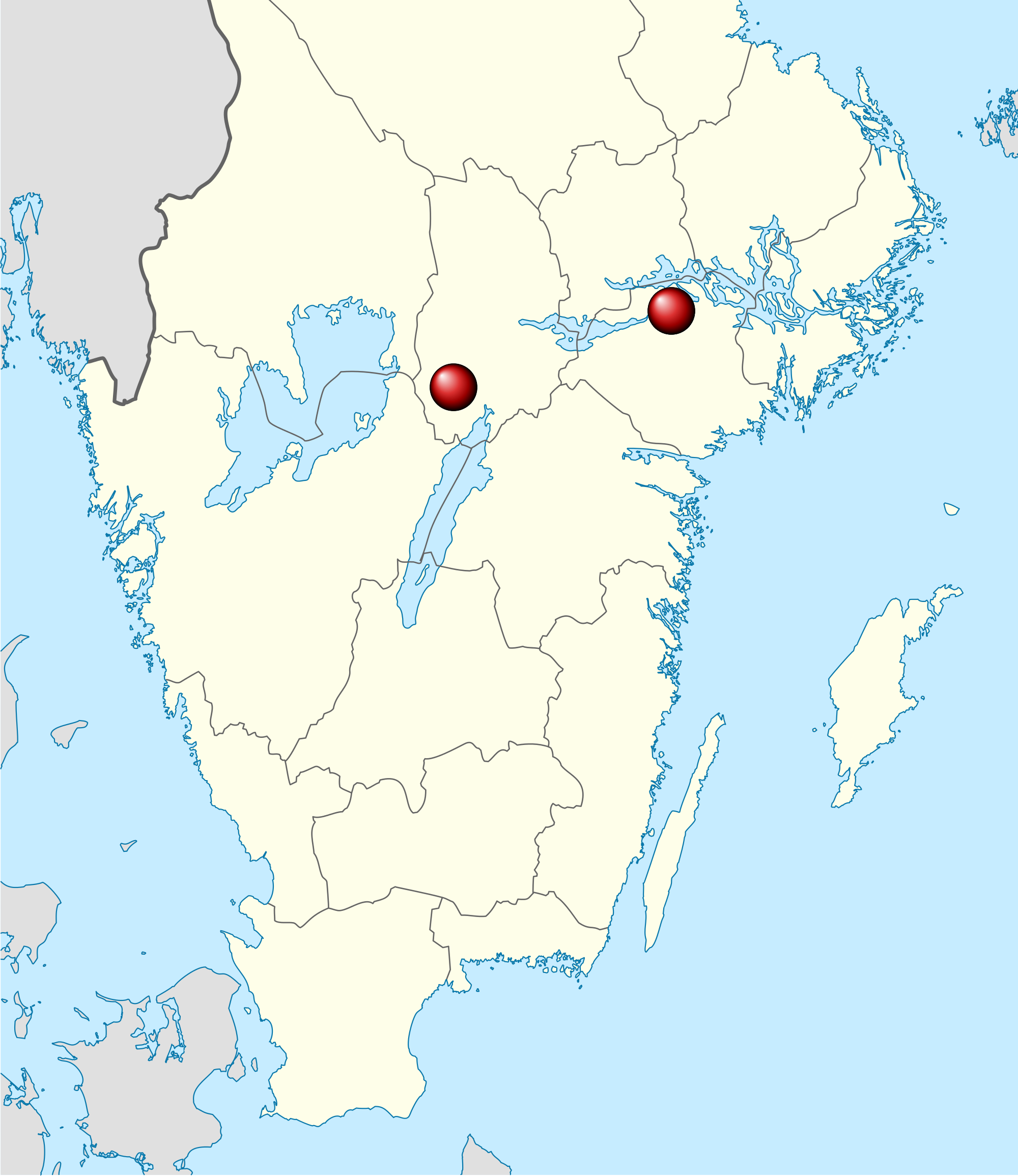
Enligt Fredrik Lindström sträcker sig gnällbältet från Laxå-trakten i väst till Kjula/Jäder-gränsen i öst.

Gnällbältet är en skämtsam eller nedsättande benämning på det område i Mellansverige där dialekterna, som främst tillhör sveamålen men även götamålen, har en gnäll-liknande ton. Det förekommer att eskilstunabor och örebroare hävdar att den andra staden har en betydligt gnälligare dialekt än den egna. Detta tyder på att fenomenet är starkast runt detta område. 
Språkvetaren Fredrik Lindström har undersökt gnällbältet i ett avsnitt i infotainmentserien Svenska dialektmysterier.

## Ljud
Ett ord som är typiskt för gnällbältet är "träligt", vilket betyder tråkigt eller segt. Ordet uttalas ungefär "träelit". Ett typiskt uttal för gnällbältet är att man lägger till ett lätt framstönat 'e' (schwa-ljud) efter vissa vokaler, vilket låter som bokstaven ö i "öppen". Andra exempel på detta är "telefåen", "hae", och "brae". 
I "träligt" finns även det karakteristiska l- ljudet, som uttalas med tungan mer mot gommen än för längre fram, mot övre tandraden. Detta ljud hörs även väl i ordet glad, som uttalas "glaed".

## Geografi
Enligt Fredrik Lindström sträcker sig bältet från Laxå-trakten i väst till Kjula/Jäder-gränsen i öst. Det är tydligt att en dialektgräns går mellan de små orterna Kjula, en mil öster om Eskilstuna, som har klart gnällig dialekt, och Jäder strax nordöst därom, som liksom Strängnäs längre österut har en dialekt som liknar stockholmskan. Kjula kan räknas till bältet medan dialekten i angränsande Jäder är betydligt mer lik stockholmskan. Sådana tydliga gränser till gnällbältet finns inte på någon annan plats.

## Lindströms ursprungsteori
I avsnittet om gnällbältet i Lindströms serie Svenska dialektmysterier presenterar han en teori om de historiska orsakerna till gnällfenomenet.
Lindström argumenterar för att rötterna till gnällets diftonger finns i perioden då svear levde i östra Sverige och götar levde i västra Sverige. Han påstår att svearnas talspråk tidigare var den mest statusfyllda dialekten, på grund av svearnas maktposition, och att invånarna i det nutida gnällbältet antagligen ville låta som riktiga svear. Lindström menar att gnället kan förklaras genom en konflikt mellan svearnas och götarnas dialekter som kan ha funnits i det område som utgör dagens gnällbälte.
Svearna uttalade "Erik" som "ierik", "ben" som "bien", "sten" som "stien", och så vidare. Götarna å andra sidan drog ut på ä-ljuden i många ord.
Lindström påstår att en sammanblandning av dessa båda dialekter kan förklara dagens gnäll:
Bien + brett ä-ljud = beän
Ierik + brett ä-ljud = Eärik
Det är möjligt att dessa diftonger från början endast hörts i ord innehållande 'e' och senare ha spridits till andra vokalljud.
Gnällbältet är, enligt Lindström, en språkrest från en svunnen tid. De båda dialekterna som orsakade gnällbältets dialekt finns inte längre. Svearnas dialekt i öst har sedan länge försvunnit från stockholmsområdet. Även götarnas dialekt har förändrats.

## Källhänvisningar
- SVT, Svenska dialektmysterier, del 7/8 – Gnällbältet. Programledare: Fredrik Lindström